# Malezja na Mistrzostwach Świata w Lekkoatletyce 2022
Malezja na Mistrzostwach Świata w Lekkoatletyce 2022 – reprezentacja Malezji podczas mistrzostw świata w Eugene liczyła dwóch zawodników.

## Skład reprezentacji

### Mężczyźni
| Zawodnik              | Konkurencja | Kwalifikacje | Kwalifikacje | Finał | Finał   | Źródło |
| Zawodnik              | Konkurencja | Wynik        | Pozycja      | Wynik | Pozycja | Źródło |
| --------------------- | ----------- | ------------ | ------------ | ----- | ------- | ------ |
| Nauraj Singh Randhawa | skok wzwyż  | NM           | NM           | NQ    | NQ      | [ 1 ]  |

### Kobiety
| Zawodniczka       | Konkurencja   | Eliminacje | Eliminacje | Półfinał | Półfinał | Finał | Finał   | Źródło |
| Zawodniczka       | Konkurencja   | Wynik      | Pozycja    | Wynik    | Pozycja  | Wynik | Pozycja | Źródło |
| ----------------- | ------------- | ---------- | ---------- | -------- | -------- | ----- | ------- | ------ |
| Shereen Vallabouy | bieg na 400 m | 53.57      | 42.        | NQ       | NQ       | NQ    | NQ      | [ 2 ]  |